# Albert Kusnets
Albert Eduard Kusnets (ur. 12 sierpnia 1902 lub w 1904 w Suure-Kambja, zm. w 1942 w miejscowości Wierchniaja Tojma) – estoński zapaśnik. Medalista olimpijski i mistrzostw Europy.
Na igrzyskach w Paryżu w 1924 startował w wadze lekkiej, doszedł do fazy medalowej, w której przegrał spotkanie z Finem Kalle Westerlundem i zajął czwarte miejsce.
Wystąpił także na igrzyskach olimpijskich w Amsterdamie. W wadze średniej w stylu klasycznym zajął trzecie miejsce. W fazie medalowej przegrał swój jedyny pojedynek (z László Pappem), dzięki czemu zdobył brązowy medal olimpijski.
Trzykrotny medalista mistrzostw Europy (dwukrotny srebrny i jednokrotny brązowy medalista). Mistrz Estonii w wadze piórkowej (1921), lekkiej (1922, 1924), średniej (1926, 1927) i półśredniej (1930, 1932, 1933). Po zakończeniu kariery został trenerem, jego najlepszym podopiecznym był Kristjan Palusalu (dwukrotny mistrz olimpijski).
Latem 1941 został wywieziony do obozu pracy w obwodzie archangielskim, w którym zginął zimą 1942 roku.